# Țepu (gmina)
Țepu – gmina w Rumunii, w okręgu Gałacz. Obejmuje miejscowości Țepu i Țepu de Sus. W 2011 roku liczyła 2399 mieszkańców. 